# Paectes endochlora
Paectes endochlora là một loài bướm đêm trong họ Noctuidae.